# Elke Goez
Elke Goez (* 26. März 1963 in Fürth) ist eine deutsche Historikerin.
Elke Goez wuchs in Fürth auf. Sie studierte Mittelalterliche Geschichte, Neuere Geschichte und Neuere deutsche Literaturwissenschaft neben Psychologie an der Universität Erlangen. 1990 folgte der Magister. 1994 wurde sie an der Universität Erlangen promoviert. 2002 erfolgte die Habilitation an der Universität Passau mit einer Arbeit über den Schriftgebrauch bei den Zisterziensern. Goez hatte Lehrstuhlvertretungen an den Universitäten Bamberg, Tübingen (für Wilfried Hartmann) und Düsseldorf (für Johannes Laudage). Sie lehrte als Gastprofessorin an der Universität Erlangen. Goez war von 2010 bis 2018 Mitarbeiterin der Monumenta Germaniae Historica. Seitdem arbeitet sie hauptberuflich selbstständig in der psychologischen Beratung und im Coaching in Erlangen. Sie war mit dem 2003 verstorbenen Historiker Werner Goez verheiratet.
Ihre Forschungsschwerpunkte als Historikern sind frühes und hohes Mittelalter und dabei besonders die Salier- und Stauferzeit. Goez erarbeitete eine Edition zur Zisterze Ebrach, die das älteste Zisterzienserkloster östlich des Rheins ist. Von 1127 bis 1306 umfasst die Urkundenedition 560 Stücke. Sie veröffentlichte 2009 eine Darstellung über Papsttum und Kaisertum im Mittelalter. Ein Jahr später erschien von ihr eine Darstellung zur Geschichte Italiens im Mittelalter.
Goez gilt als beste Kennerin des aus der Toskana stammenden Geschlechts derer von Canossa. Ihre Dissertation behandelte Beatrix von Lothringen. Die in der Nachwelt lange vernachlässigte Beatrix wird für Goez gleichsam zum „Prototyp einer neuen Form weiblicher Fürstenherrschaft“. Sie edierte seit 1986 mit Werner Goez die Urkunden der Tochter, der Markgräfin Mathilde von Canossa. Dabei wurden mehr als neunzig Archive und Bibliotheken in sechs Ländern aufgesucht. Die wissenschaftliche Edition erschien 1998 und umfasst 139 als echt anzusehende Dokumente sowie 15 Fälschungen und 115 anderweitig nachweisbare bzw. erschließbare Deperdita. Goez legte 2012 eine Biographie über Mathilde von Canossa vor.

## Schriften
Monographien
- Mathilde von Canossa. Primus-Verlag, Darmstadt 2012, ISBN 978-3-86312-346-8.
- Geschichte Italiens im Mittelalter. Primus-Verlag, Darmstadt 2010, ISBN 978-3-534-21149-4.
- Papsttum und Kaisertum im Mittelalter. Wissenschaftliche Buchgesellschaft, Darmstadt 2009, ISBN 978-3-534-19694-4.
- Pragmatische Schriftlichkeit und Archivpflege der Zisterzienser. Ordenszentralismus und regionale Vielfalt, namentlich in Franken und Altbayern (1098–1525) (= Vita regularis. Bd. 17). Lit, Münster u. a. 2003, ISBN 3-8258-6491-X (Zugleich: Passau, Universität, Habilitations-Schrift, 2001), (Rezension).
- Beatrix von Canossa und Tuszien. Eine Untersuchung zur Geschichte des 11. Jahrhunderts (= Konstanzer Arbeitskreis für Mittelalterliche Geschichte. Vorträge und Forschungen. Sonderbd. 41). Thorbecke, Sigmaringen 1995, ISBN 3-7995-6750-X (Zugleich: Erlangen-Nürnberg, Universität, Dissertation) (Digitalisat).

Herausgeberschaften
- mit Werner Goez: Monumenta Germaniae Historica. Laienfürsten- und Dynastenurkunden der Kaiserzeit. Bd. 2: Die Urkunden und Briefe der Markgräfin Mathilde von Tuszien (= Monumenta Germaniae Historica. Diplomata. Bd. 5 = Laienfürsten- und Dynastenurkunden der Kaiserzeit. Bd. 2). Hahn, Hannover 1998, ISBN 3-7752-5433-1.